# Transandinomys
A Transandinomys az emlősök (Mammalia) osztályának rágcsálók (Rodentia) rendjébe, ezen belül a hörcsögfélék (Cricetidae) családjába tartozó nem.
A Transandinomys-fajokat korábban az Oryzomys nembe sorolták.

## Rendszerezés
A nembe az alábbi 2 faj tartozik:
- Transandinomys bolivaris (J. A. Allen, 1901) - korábban Oryzomys bolivaris
- Transandinomys talamancae (J. A. Allen, 1891) - típusfaj; korábban Oryzomys talamancae